# Федорівська печера
Фе́дорівська пече́ра — геологічна пам'ятка природи місцевого значення в Україні. Розташована на території Дар'ївської сільської громади Херсонського району Херсонської області, біля села Федорівка.
Площа 0,5 га. Статус присвоєно згідно з рішенням Херсонського облвиконкому від 19.08.1983 року № 441/16. Перебуває у віданні: Федорівська сільська рада.
Статус присвоєно для збереження печери в правому крутому березі річки Інгулець. Довжина — бл. 100 м, утворилась у відслоненнях вапняків.
Окрім того, що сама печера є унікальним природним об'єктом, біля неї зростають рідкісні рослини, які теж мають наукову цінність.